# 27 Dresses
27 Dresses és una comèdia romàntica estatunidenca d'Anne Fletcher estrenada el 2008.

## Argument
Jane Nichols ja han estat 27 vegades dama d'honor en els casaments de les seves diferents amigues - ho testifiquen els 27 vestits que té en un armari. Un vespre, mentre va d'un casament a Manhattan i un altre a Brooklyn, Kevin Doyle, un periodista, s'hi fixa i s'adona que la història d'aquesta dama d'honor seria un bon reportatge que li podria aportar la glòria.
Jane, que no és conscient de les intencions del periodista, queda pertorbada per l'arribada de Tess, la seva germana, de la qual George, el cap de Jane, s'enamorarà - sense saber que Jane està secretament enamorada d'ell.

## Repartiment
- Katherine Heigl: Jane Nichols
- James Marsden: Kevin Doyle
- Malin Åkerman: Tess Nichols
- Edward Burns: George
- Judy Greer: Casey
- Melora Hardin: Maureen
- Krysten Ritter: Gina

## Rebuda
- Escumosa, divertida i convencional, "27 dresses" és una comèdia romàntica gratament predictible on trobem Katherine Heigl després de "Knocked Up", amb moviments suaus al volant del seu primer vehicle estel·lar.